# سیارک ۲۴۰۴۸
سیارک ۲۴۰۴۸ (به انگلیسی: 24048 Pedroduque، نامگذاری:1999TL11) بیست و چهار هزار و چهل و هشتمین سیارک کشف شده‌است که در ۱۰ اکتبر ۱۹۹۹ کشف شد.
قدر مطلق سیارک برابر ۱۷.۸ است.